# Takekazu Suzuki
Takekazu Suzuki (鈴木 武一 Suzuki Takekazu?), född 8 april 1956 i Miyagi prefektur, är en japansk före detta fotbollsspelare och tränare.
Suzuki började sin karriär 1975 i Yomiuri. Med Yomiuri vann han japanska ligan 1983, 1984, japanska ligacupen 1979, 1985 och japanska cupen 1984. Efter Yomiuri spelade han för Brummell Sendai. Han avslutade karriären 1995.
Suzuki har efter den aktiva karriären verkat som tränare och har tränat J2 League-klubbar, Vegalta Sendai (Brummell Sendai).